# Boross Elemér
Boross Elemér, 1933-ig Bernstein (álneve: L. M. Ehrwein) (Budapest, Erzsébetváros, 1900. február 4. – Budapest, 1971. november 26.) magyar költő, színműíró, dramaturg.

## Életpályája
Bernstein Jakab napszámos és Schwartz Regina fia. Nehéz gyermekkor után, saját magát eltartva végezte el a középiskolát. A Magyarországi Tanácsköztársaság idején részt vett a frontszínházak szervezésében. Ave Mária című drámáját ekkor mutatták be. Az 1920-as évektől csak az irodalommal foglalkozott. 1925-től Az Ujság állandó tárcaírója volt. 1930-ban a Magyar Színpadi Szerzők Egyesületének vezetőségi tagja lett. 1939 és 1944 között a zsidótörvények miatt hallgatásra kényszerült. Munkaszolgálatra rendelték. 1945–1946 között a Magyar Írók Szövetségének egyik megszervezője és főtitkára volt. 1947–1949 között a Színpadi Szerzők Egyesületének titkára volt. 1950-ben bebörtönözték, 1957-ben rehabilitálták. 1957 és 1959 között a Petőfi Színház és a Jókai Színház dramaturgja volt.

### Munkássága
Első – az expresszionizmus felé hajló – verseskötete 1920-ban jelent meg, Kosztolányi Dezső elismerően méltatta a Nyugatban. 1922-ben Szegény, szegény koporsókészítő című elbeszélésével megnyerte a Világ novellapályázatát. 1929-ben az Új Színház több mint 200 alkalommal játszotta a Vakablak című (1928), börtönben, elesett emberek között játszódó színművét. A darabot az USA-ban és más országokban is előadták. 1931-ben a Forgószél, 1932-ben a Világrekord című tragikomédiáját, 1933-ban a Tisztelet a kivételnek című szociális tartalmú vígjátékát adták elő. 1935-ben a Nemzeti Színházban bemutatták Szegény lányok című vígjátékát. 1934-ben álnéven jelent meg antifasiszta regénye. 1938-ban írt regénye Az éneklő fűrész a kisemberek szomorú sorsáról szól. Több kabaréjelenet sikeres szerzője volt.
Sírja a Kozma utcai izraelita temetőben található (5B-8-20).

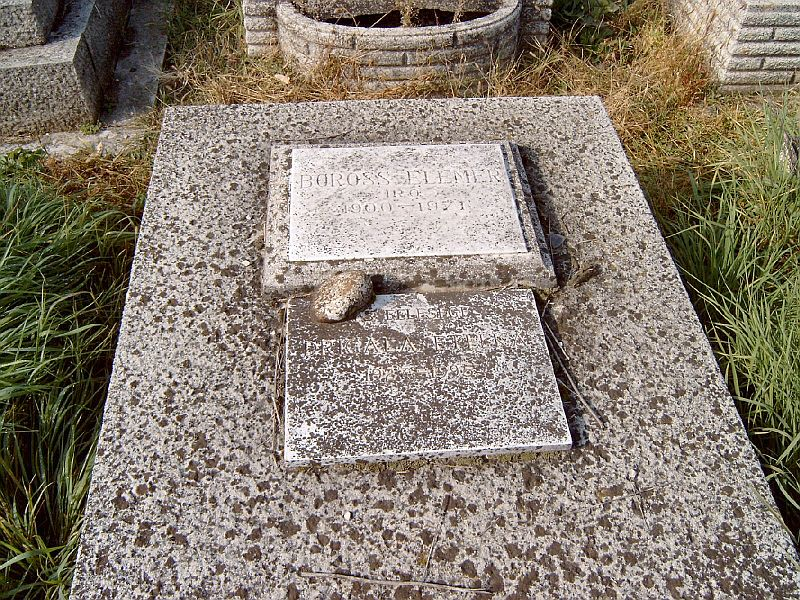
Boross Elemér (1900–1971) költő, színműíró, dramaturg sírja Budapesten. Kozma utcai izraelita temető: 5B-8-20

## Színházi munkái
A Színházi Adattárban regisztrált bemutatóinak száma: szerzőként: 15; íróként: 1;

### Szerzőként
- Vakablak (1929)
- Világrekord! (1932)
- Forgószél (1932, 1946)
- Ti szegény lányok (1935)
- Két szerelem (1954-1956)
- Pletykafészek (1959)
- Tíz év után (Zsolnai Hédi önálló estje) (1961)
- Váci utca… (1961)
- Bohózat-album (1962)
- Kimegyünk az életbe (1963)
- Nem félünk a tv-től (1963)
- Thália kabaré (1964)

### Íróként
- Narancshéj (1959)

## Művei
- Ábel. Versek; Teván, Békéscsaba, 1920
- Ti szegény lányok; Globus, Budapest, 1936 (Krónika a Nemzeti Színház műsorkísérő füzetei)
- Szegény, szegény koporsókészítő (elbeszélés, 1922)
- L. M. Ehrwein: Berlinben történt... Regény; ford. Boross Elemér; Hellas Ny., Budapest, 1934 (Szivárvány) – álnéven
- Az éneklő fűrész. Regény; Singer-Wolfner, Budapest, 1938 (Nemzeti irodalmunk mesterei)
- Életjel; Cserépfalvi, Budapest, 1941
- Velük voltam; Szépirodalmi, Budapest, 1969 – visszaemlékezések

### Színművei
- Vadorzó (1920)
- Vakablak (tragikomédia, 1928)
- Egy ember, aki folyton nevet (1929)
- Világrekord (vígjáték, Budapest, 1932)
- Forgószél (tragikomédia, 1932)
- Ti, szegény lányok (1935)
- A nős ember (1942)
- Két szerelem (1954)
- Pletykafészek (vígjáték, 1959)

### Kabaréjelenetei
- Csendes fasor (1920)
- A fekete macska (1920)
- Boccaccio a Terézvárosban (1922)
- Elsején razzia (1926)
- Tisztelet a kivételnek (1933)
- Hirtelen felindulásban…! (1934)
- A gyerek (1934)
- Kép a jövő békéből (1939)
- Válóper (1940)